# VSV-EBOV
VSV-EBOV é uma vacina experimental recombinante contra o vírus Ebola. VSV-EBOV é uma mistura de diferentes variantes de um vector viral com base no vírus estomatite vesicular (VSV). Estes vectores são competentes para a replicação (vacina viva). A fim de produzir a vacina, um gene do vírus Ebola foi inserido no genoma viral que codifica para a glicoproteína (GP) do vírus Ebola.
A dispersão é por injeção intramuscular. Em estudos com animais, foi encontrada a eficácia da vacinação após a infecção. A vacinação levou em macacos cinomolgos, pelo menos, 14 meses após a vacinação. VSV-EBOV foi desenvolvido pelo Laboratório de Microbiologia Nacional Canadense. A vacina foi testada em outubro de 2014, em um ensaio clínico. Dados de um teste da vacina de Ebola foi desenvolvida por Merck e NewLink Genetics, devem ser publicados em  breve.